# Synapseneliminierung
Mit Synapseneliminierung wird generell das Absterben von synaptischen Verbindungen bezeichnet, was im Gegensatz zur Synaptogenese steht. Zusammen mit dieser bildet die Synapseneliminierung die Grundlage für die neuronale Plastizität des Gehirns.

## Elimination der Synapsen
Welche Synapsen eliminiert werden und welche bestehenbleiben, entscheidet sich durch die Hebbsche Lernregel. Je öfter Neuronen zusammen feuern, desto stärker ist die Verbindung zwischen beiden. Dementsprechend bleiben Synapsen einer starken Verbindung bestehen, während Synapsen einer schwachen oder fehlenden Verbindung eliminiert werden. Man unterscheidet hier zwischen erfahrungsabhängiger und erfahrungserwartender Plastizität. Manche synaptischen Verbindungen müssen durch Erfahrung gestärkt werden, um nicht abgebaut zu werden. Dazu gehört beispielsweise das Sehen. Wird in einem sogenannten Kaspar-Hauser-Versuch ein Lebewesen in einem völlig dunklen Raum aufgezogen, verkümmern die Synapsen des visuellen Kortex. Der Organismus ist dann später selbst in einer visuell stimulierenden Umwelt nicht mehr in der Lage, Dinge visuell wahrzunehmen. Die Synaptogenese des visuellen Kortex ist also erfahrungserwartend. Erfahrungsabhängige Synaptogenese bezieht sich auf die Generierung von Synapsen durch eine Erfahrung, die der Organismus nicht automatisch macht (wie Sehen, Hören und Fühlen), sondern die ihm durch seine Umwelt vorgesetzt werden. Beispiel hierfür wäre die Bildung von Synapsen beim Erlernen einer Fremdsprache.

## Pruning
Mit Pruning wird eine besondere Form der Synapseneliminierung verstanden, die zu einer Art Feinabstimmung der synaptischen Verbindungen führt. Bei dieser werden Verbindungen, die redundant oder nicht mehr funktional sind, abgebaut. Zum Beispiel sind im primären visuellen Kortex (BA17) Neuronenverbände, die für das jeweils andere Auge zuständig sind, fast vollständig abgetrennt. Dies ist zu Beginn der Gehirnentwicklung nicht der Fall und führt zu einer Steigerung der Effizienz. Pruning tritt bei Säugetieren, auch dem Menschen, zwischen früher Kindheit und Pubertät auf und wird durch Umwelterfahrungen beeinflusst.